# Esteban Jamete
Esteban Jamete (de nombre real Etienne Jamet o Chamet) (1515-1565). Escultor, imaginero y entallador natural de Orleans, Francia, aunque desarrolló la mayor parte de su actividad en España.
En 1557, estando en Cuenca, fue detenido por la Inquisición y sometido a proceso por hereje, apóstata, factor y encubridor de herejes. Entre los que declararon a su favor se encontraba su amigo el escultor-entallador Pedro de Villadiego. Falleció mientras realizaba trabajos en Alarcón. Suya es la portada (y, probablemente, el retablo) de la iglesia parroquial de Santa María del Campo.

## Obra escultórica

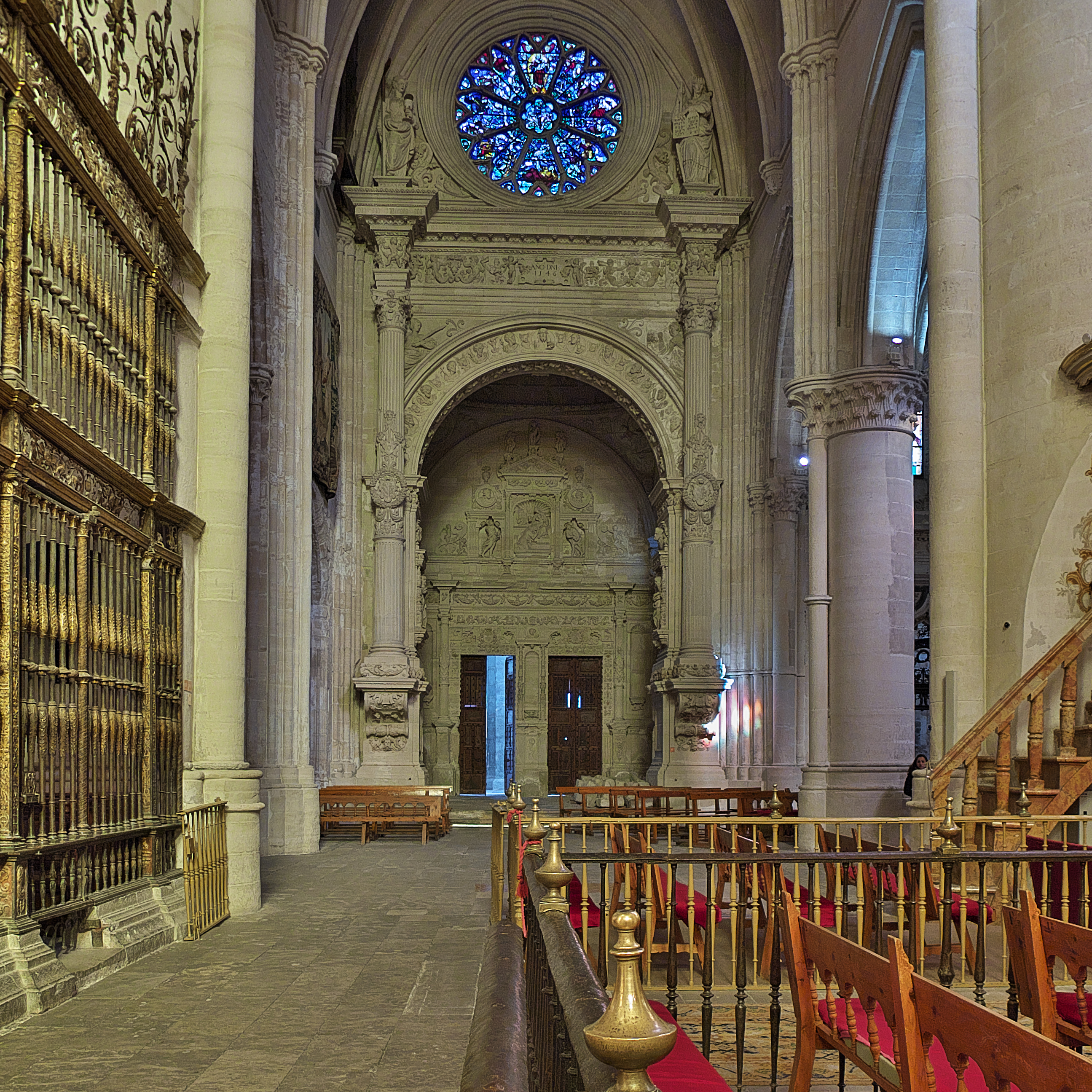
Catedral de Santa María y San Julián de Cuenca. Arco de Jamete

Se conoce su estancia ya en España en 1535, en Medina del Campo trabajando en el Palacio de Dueñas con diversas obras escultóricas. Después trabajará en Valladolid, León, Madrid y Úbeda (1541-1544), lugar donde desarrolló su mejor labor en la Iglesia Sacra Capilla del Salvador y muchas otras edificaciones en colaboración con el arquitecto Andrés de Vandelvira (Chueca Goitia le atribuye la decoración escultórica de la capilla de los Benavides en el convento franciscano de Baeza), y Toledo, en cuya catedral realizará trabajos en la sillería del coro. Hacia 1545 se establece en Cuenca y trabaja en su catedral. Esculpe el trascoro, la portada de la Capilla de Santa Elena y, sobre todo, la portada de acceso al claustro, conocida como Arco de Jamete (1545-1550), una de las obras maestras del Renacimiento español.
Según Chueca, el uso de la figura humana como decoración típica de la escuela vandelviresca se debe a la influencia de Jamete.